# Marc-André Hamelin
Marc-André Hamelin   (Montreal, 5 de setembre de 1961) és un virtuós pianista i compositor quebequès.
Hamelin és reconegut mundialment per l'originalitat i la competència tècnica de les seves actuacions del repertori clàssic. Ha rebut onze nominacions als premis Grammy.
Nascut a Mont-real, Quebec, Marc-André Hamelin va començar els seus estudis de piano a cinc anys. El seu pare, un farmacèutic que també era un pianista aficionat, el va presentar a les obres d'Alkan, Godowsky i Sorabji i quan era jove. Va estudiar a l'"École de musique Vincent d'Indy" de Mont-real amb Yvonne Hubert, i després a la "Temple University" de Filadèlfia. El 1989 va ser guardonat amb el premi Virginia Parker.
Marc-André Hamelin ha fet recitals a moltes ciutats. Entre les actuacions del festival hi ha hagut Bad Kissingen, Belfast, Cervantino, La Grange de Meslay, Husum Piano Rarities, Lanaudière, Ravinia, La Roque d'Anthéron, Ruhr Piano, Halifax (Nova Escòcia), Singapur Piano, Snape Maltings Proms, Mänttä Music Festival, Turku i Ottawa Strings of the Future, així com les Festes Chopin de Bagatelle (París), Duszniki i Valldemossa. Marc-André Hamelin apareix regularment a la Wigmore Hall Masterconcert Series i a la International Piano Series al London Bank Centre. Toca anualment a la Herkulessaal de Múnic i ha interpretat una sèrie de recitals a Tòquio.
Ha realitzat enregistraments de gran varietat de compositors amb el segell Hyperion. La seva gravació dels estudis complets de Leopold Godowsky sobre els estudis de Chopin va guanyar el premi instrumental de la revista Gramophone 2000. És conegut per la seva atenció als compositors menys coneguts, especialment de finals del segle xix i principis del XX (Max Reger, Leo Ornstein, Nikolai Róslavets, Georgui Catoire) i per la interpretació d'obres de les compositores pianistes Sophie Carmen Eckhardt-Gramatté, Leopold Godowsky, Charles-Valentin Alkan, Kaikhosru Shapurji Sorabji, Nikolai Kapustin, Franz Liszt, Nikolai Medtner i Frederic Rzewski.
Hamelin també ha compost diverses obres, incloent-hi un conjunt d'estudis de piano en totes les claus menors, que es va completar el setembre de 2009 i que és publicat per C. F. Peters, amb una gravació publicada al segell Hyperion. Es va publicar un cicle de set peces, anomenat Con Intimissimo Sentimento (amb una gravació d'Hamelin) per Ongaku No Tomo Sha; i una transcripció del Tico-Tico No Fubá de Zequinha de Abreu ha estat publicada per Schott Music. Tot i que la majoria de les seves composicions són per a solista de piano, també ha escrit tres peces per a piano (incloent-hi el còmic Circus Galop i Solfeggietto a cinque, que es basa en un tema de Bach), i diverses obres per a altres forces, incloses Fanfàrries per tres trompetes, publicat per Presser. Les seves altres obres són distribuïdes per l'Arxiu Sorabji.
El 1985 va guanyar el "Carnegie Hall International Competition for American Music". El 2004, Hamelin va rebre el premi internacional de discos a Canes. Ha estat oficial de l'Orde del Canadà i "Chevalier de l'Ordre national du Quebec" (Ordre nacional del Québec).
Ha guanyat set premis Juno, el més recent el 2012 per Àlbum clàssic de l'any: Solo o Conjunt de Cambra pel seu àlbum Liszt Piano Sonata.
El seu primer matrimoni va ser amb la soprano Jody Karin Applebaum. Actualment viu a Boston, Massachusetts, amb la seva segona esposa Cathy Fuller, pianista i emissora de música clàssica WGBH.

## Valoració crítica
L’any 2000 el crític principal de The New Yorker Alex Ross va escriure: "La llegenda d'Hamelin creixerà; ara mateix no hi ha ningú com ell." Més tard, el 2010, Ross va afegir que Hamelin va ser molt ben classificat pels coneixedors de piano i "és admirat per la seva monstruosament brillant tècnica i pel seu enfocament profund i profund.".